# سام بهادر (فیلم)
سام بهادر (انگلیسی: Sam Bahadur) فیلم هندی درام زندگی‌نامه‌ای هندی-زبان است که در سال ۲۰۲۳ اکران گردید که بر اساس زندگی اولین فیلد مارشال هند به نام سام منکشاو ساخته شده‌است. این فیلم توسط میگنا گلزار کارگردانی شد و خود او به همراه بهاوانی آیر و شانتانو سریواستاوا، نویسندگان فیلم بودند. تهیه کنندگی فیلم توسط رونی اسکروالا تحت نشان آراس‌وی‌پی موویز انجام گرفت. بازیگران اصلی ویکی کائوشال در نقش محوری به همراه فاطمه ثنا شیخ، سانیا مالهوترا، نیراج کابی، ادوارد سوننبلیک و محمد زیشان ایوب هستند.
فیلم در روز ۱ دسامبر ۲۰۲۳ اکران گردید و به فروشی بالغ بر ۱۱۲٫۱۲ کرور روپیه (۱۴ میلیون دلار آمریکا) در سراسر جهان دست یافت.

## تولید
فیلم‌برداری
فیلم‌برداری اصلی در روز ۸ اوت ۲۰۲۲ شروع شد. پلان‌های آن بیش از دو سال در ۱۳ لوکیشن در هند انجام گرفت که چهار دهه از زندگی سام منکشاو را در بر می‌گیرد. مکان‌های فیلمبرداری در بمبئی، پونه، جوداپور، پاتائودی، چندی‌گر، اوتی، کونور، درادون، کلکته، پاتیالا، سرینگر، پاهالگام و دهلی بود. فیلمبرداری در ۱۴ مارس ۲۰۲۳ خاتمه یافت.